# Opius pisgahensis
Opius pisgahensis är en stekelart som beskrevs av Fischer 1964. Opius pisgahensis ingår i släktet Opius och familjen bracksteklar. Inga underarter finns listade i Catalogue of Life.